# Gustaf Stjernström

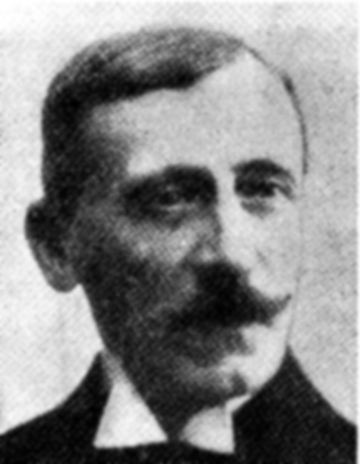
Gustaf Stjernström

Carl Gustaf Stjernström, född 29 januari 1852 i Sankt Nicolai församling, Nyköping, död den 30 september 1933 i Gustav Vasa församling, Stockholm, var en svensk språkhistoriker och folkbildare. 

## Biografi
Stjernström blev student vid Uppsala universitet 1873, avlade filosofie kandidatexamen 1880 och var därefter amanuens vid universitetsbiblioteket i Uppsala. Han genomgick senare slöjdskolan på Nääs. Stjernström utgav ett flertal skrifter i språkliga, litteraturhistoriska och bibliografiska ämnen. Han skrev artiklar om småbruksrörelsen och trädgårdsstadsrörelsen och andra ämnen, framkastade uppslag i ekonomiska, sociala och hygieniska ämnen, föreslog bland annat i en broschyr bildandet av ett Nationalförbund för Sveriges kolonisation, skrev Limhamn i dess industriella och sociala utveckling samt en betydande del av den vid 1897 års utställning utkommande Nordens Expositionstidning. 
Stjernström bildade 1913 Sällskapet för friluftsliv och kroppsvård; när detta följande år gick upp i Förbundet för Fysisk Fostran blev han det senares sekreterare, var till 1918 dessutom utgivare av förbundets tidskrift Fysisk Fostran. Han ivrade för bildande av vandrareföreningar och förde fram idén om friluftsstugor, utgav 1910 en översättning av Sadolins arbete Nervhälsa samt senare Frilufts- och Idrottsliv för alla. Sommarboken och Vinterboken. Tillsammans med Stig Milles (skulptören Carl Milles yngre bror) var han pionjärer för sportstugerörelsen.

## Priser och utmärkelser
- 1881 – Letterstedtska priset för översättningen av William Dwight Whitneys Om språket, dess lif och utveckling